# Pelexia
Pelexia ist eine Gattung aus der Familie der Orchideen (Orchidaceae). Sie enthält 90 Arten, die im tropischen Amerika verbreitet sind.

## Beschreibung
Die Pelexia-Arten sind kleine, krautige Pflanzen, die meist terrestrisch wachsen. Selten gibt es auch epiphytisch oder halb im Wasser lebende Arten. Die Wurzeln stehen büschelweise zusammen oder entlang eines Rhizoms, sie sind fleischig und zylindrisch oder gestielt spindelförmig verdickt. Die einzelnen Sprosse sind bei einigen Arten durch ein langes Rhizom verbunden, bei anderen fehlt es und die Sprosse stehen dicht beieinander. Die Blätter stehen in einer grundständigen Rosette. Die Blätter sind gestielt, die Blattspreite ist lanzettlich bis oval geformt, sie endet spitz oder lang ausgezogen. Die Blätter sind meist grün, bei einigen Arten aber auch mit hellem Muster versehen, selten sind sie braun gefärbt.
Der traubige Blütenstand ist vielblütig, die Blüten sitzen dicht oder locker beisammen. Besonders im oberen Bereich ist die aufrechte Blütenstandsachse behaart. Die Hochblätter stehen in Abständen oder umhüllen den Blütenstandsstiel völlig. Die Blüten einiger Arten duften; sie sind grünlich, gelb oder weiß gefärbt, seltener rötlich braun. Der Fruchtknoten ist zylindrisch bis etwas spindelförmig, sitzend oder ganz kurz gestielt, etwas verdreht, meist behaart. Die Sepalen sind abgespreizt und formen keine Röhre, außen sind sie meist etwas behaart. Das dorsale Sepal ist konkav bis kapuzenförmig geformt, zusammen mit den Petalen bildet es einen Helm über der Blüte. Die seitlichen Sepalen sind an der Basis zu einem Sack oder Sporn verwachsen. Sie liegen dem dorsalen Sepal an, an der Basis laufen sie ein Stück am Fruchtknoten herab und sind so asymmetrisch. Die Lippe ist fleischig, an der Basis abrupt verschmälert (genagelt) und dort pfeilförmig, selten geöhrt. Die Seiten der Lippe sind nach oben geschlagen und haften der Säule an. Die Säule ist eher dicklich, lang, behaart, an der Basis über die Ansatzstelle am Fruchtknoten hinausreichend (mit Fuß). Die Narbe besteht aus zwei getrennten oder einer zusammenliegenden Fläche. Das Trenngewebe zwischen Narbe und Staubblatt (Rostellum) ist eher weich und biegsam, linealisch bis zungenförmig, es endet stumpf bis abgeschnitten. Das Staubblatt ist oval bis herzförmig, es endet stumpf. Es enthält die keulenförmigen Pollinien mit dickem, ovalem bis fast rundem Viscidium. Die Kapselfrucht ist oval, sie enthält zahlreiche schmal spindelförmige Samen.
Von zwei Arten ist eine Bestäubung durch Hummeln bekannt: Dressler berichtet dies für Pelexia ekmanii, Singer und Sazima stellten ausführliche Beobachtungen bei Pelexia oestrifera dar.

## Vorkommen
Pelexia kommt im tropischen und subtropischen Amerika vor. Von Florida und Mexiko im Norden zieht sich das Verbreitungsgebiet bis nach Argentinien, Paraguay und Uruguay im Süden. Sie besiedeln Höhenlagen bis 3100 Meter. Die einzelnen Arten kommen in unterschiedlichen Vegetationsformen vor, in feuchten oder trockeneren Wäldern, in Sümpfen oder in verschiedenen Gebüschen und Grasländern.

## Systematik und botanische Geschichte
Pelexia wird innerhalb der Tribus Cranichideae in die Subtribus Spiranthinae eingeordnet. Die Gattung wurde 1817 von Louis Claude Marie Richard beschrieben, nach anderen Angaben erst 1826 von John Lindley – Lindley hatte 1823 schon den Namen Collea verwendet. Die Beschreibung von 1826 bei Lindley in Botanical Register 12, Tafel 985 wurde durch Beschluss der Botanikerkonferenz als ferner gültig angesehen („nom. cons.“). Die Bezeichnung Pelexia stammt von dem griechischen Wort pelex für „Helm“. Typusart ist Pelexia adnata, schon vor Richards Publikation der neuen Gattung als Satyrium benannt.
Burns-Balogh gruppierte die Gattungen Pelexia, Cyclopogon und Sarcoglottis zur „Pelexia alliance“, später von Szlachetko in einer eigenen Subtribus Cyclopogoninae zusammengefasst. Nach Untersuchungen der DNA ist Pelexia allerdings nah mit Odontorrhynchus und eventuell Sauroglossum verwandt.

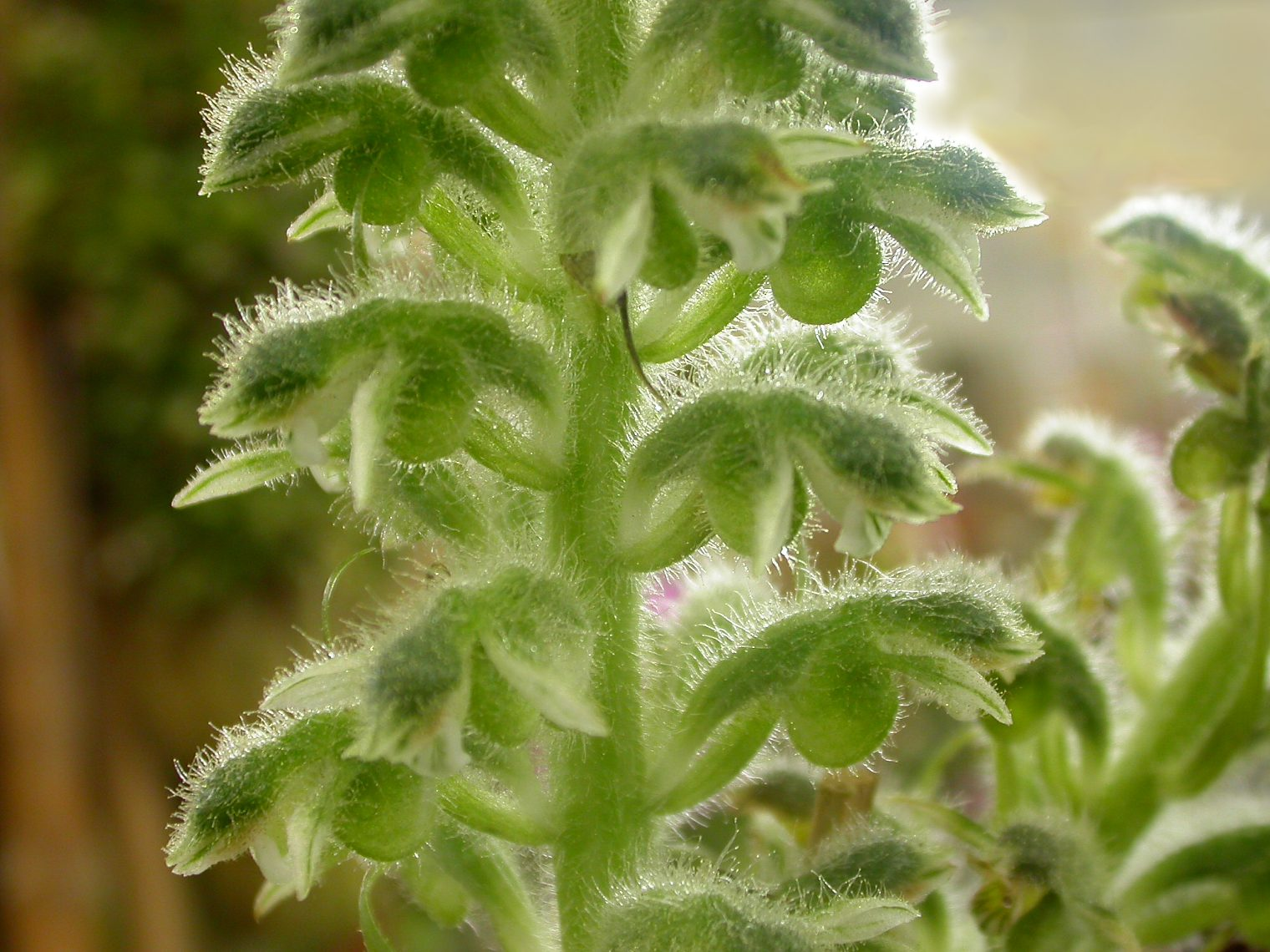
Pelexia bonariensis

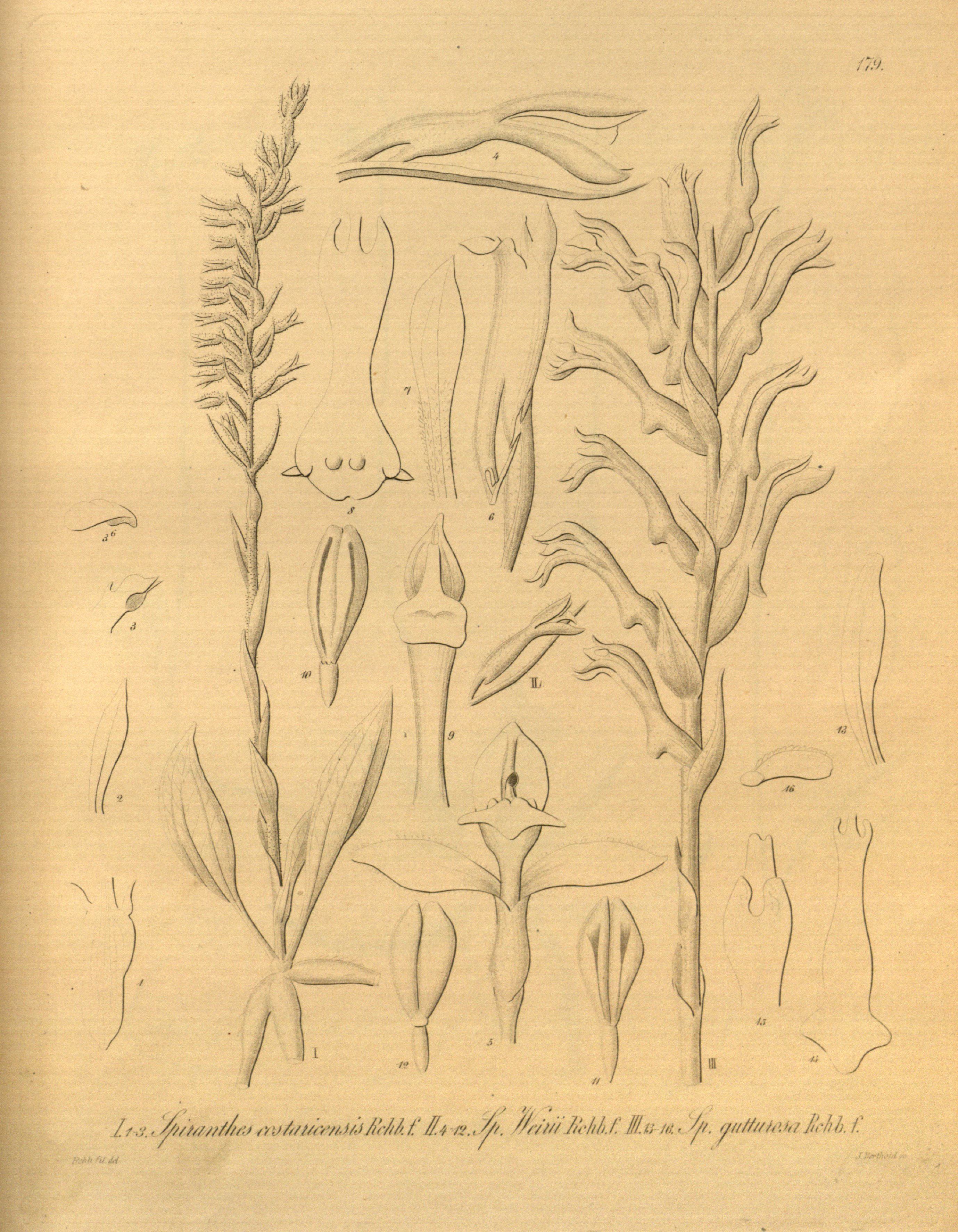
Illustration von Pelexia gutturosa (Fig. III, rechts)

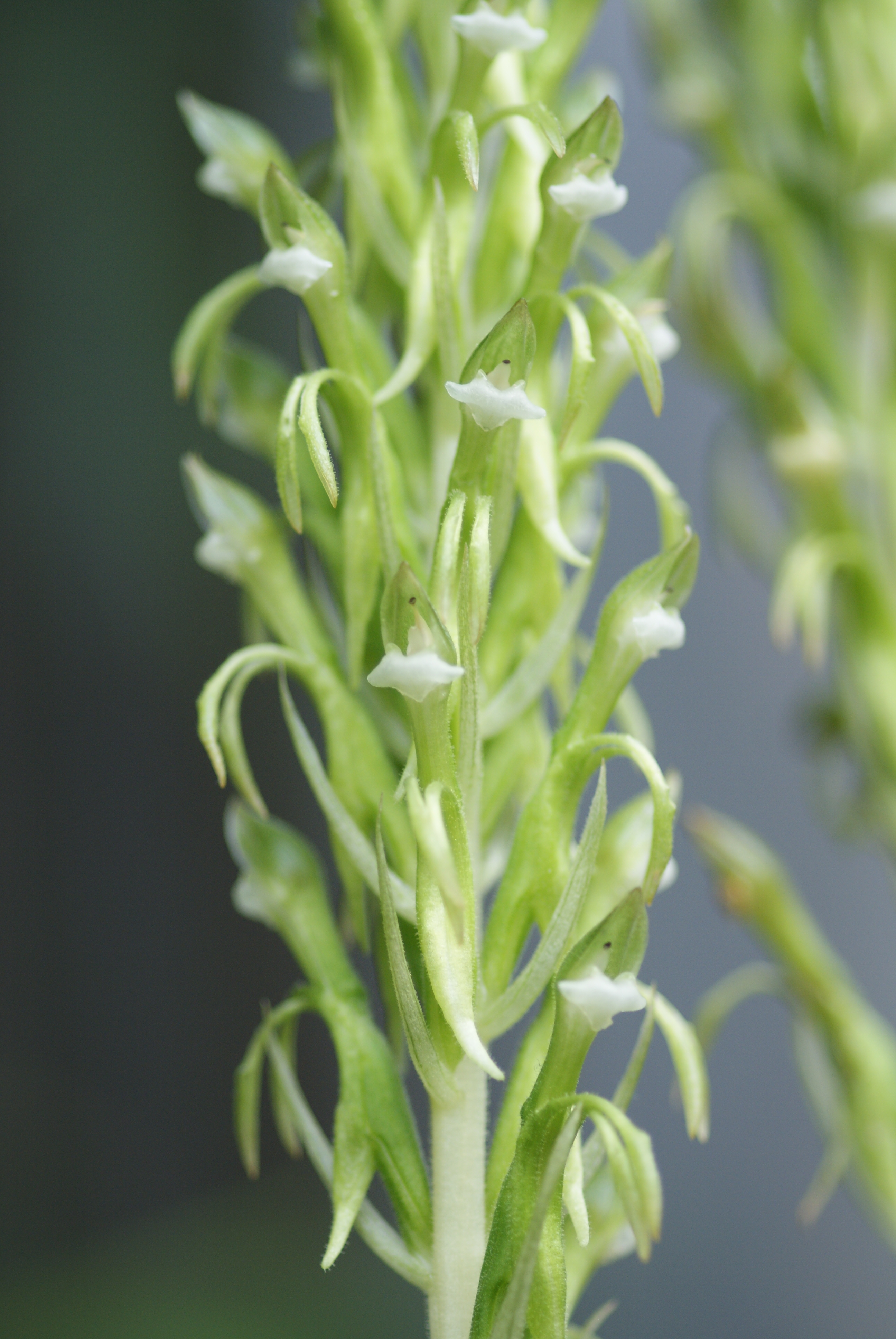
Pelexia laxa

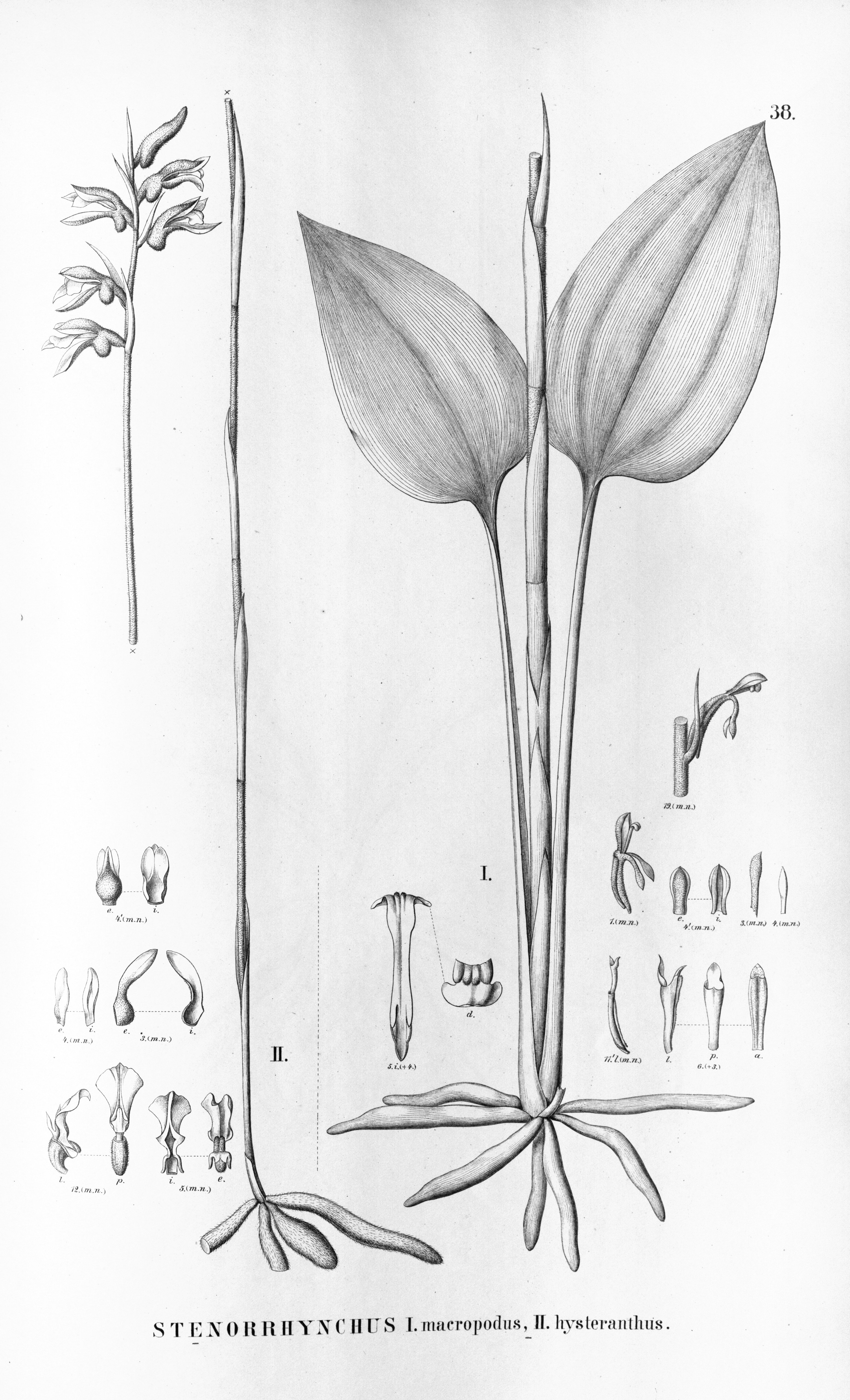
Illustration von Pelexia macropoda (Fig. I, rechts) und Pelexia hysterantha (Fig. II, links)

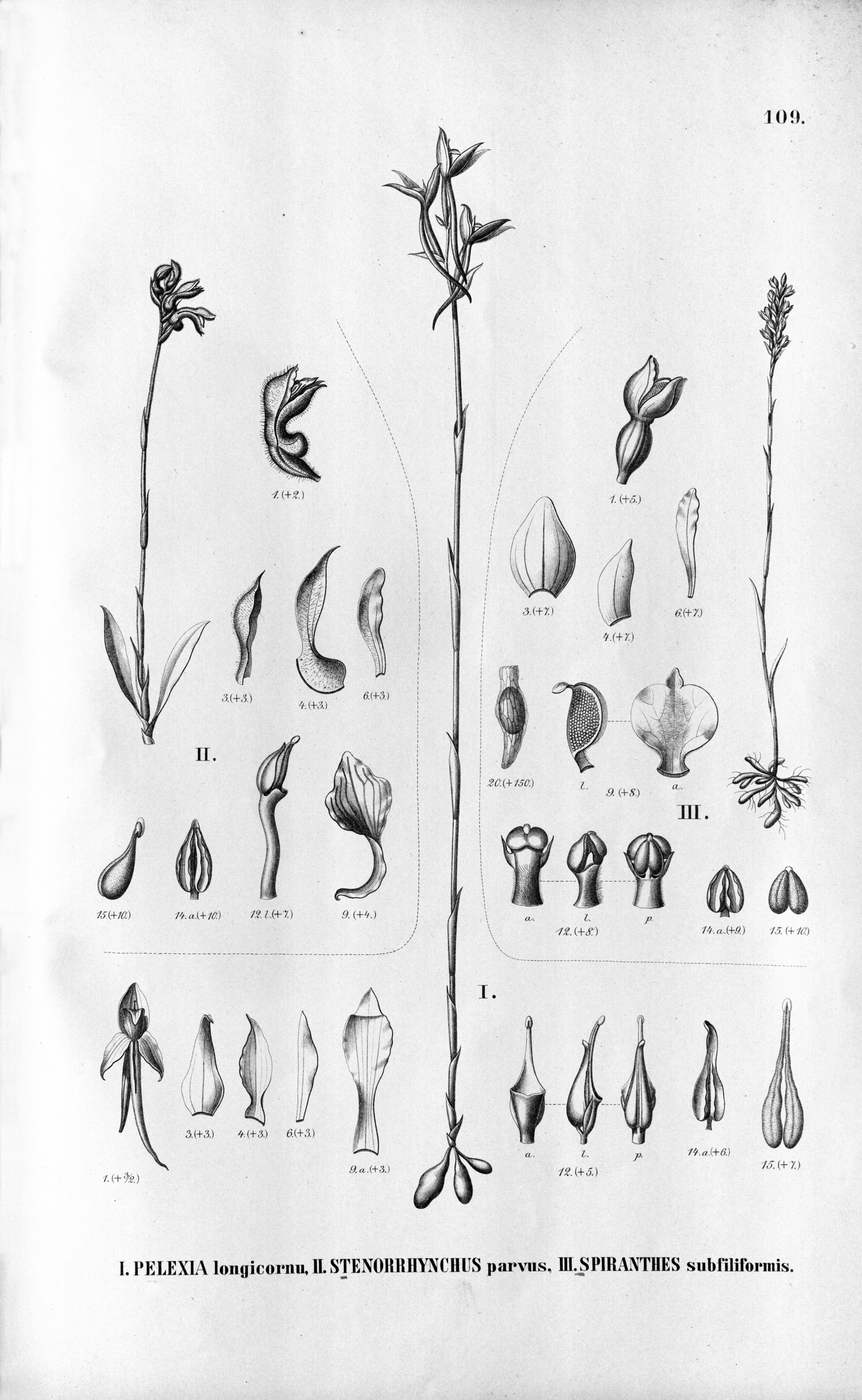
Illustration von Pelexia parva (Fig. II, links)

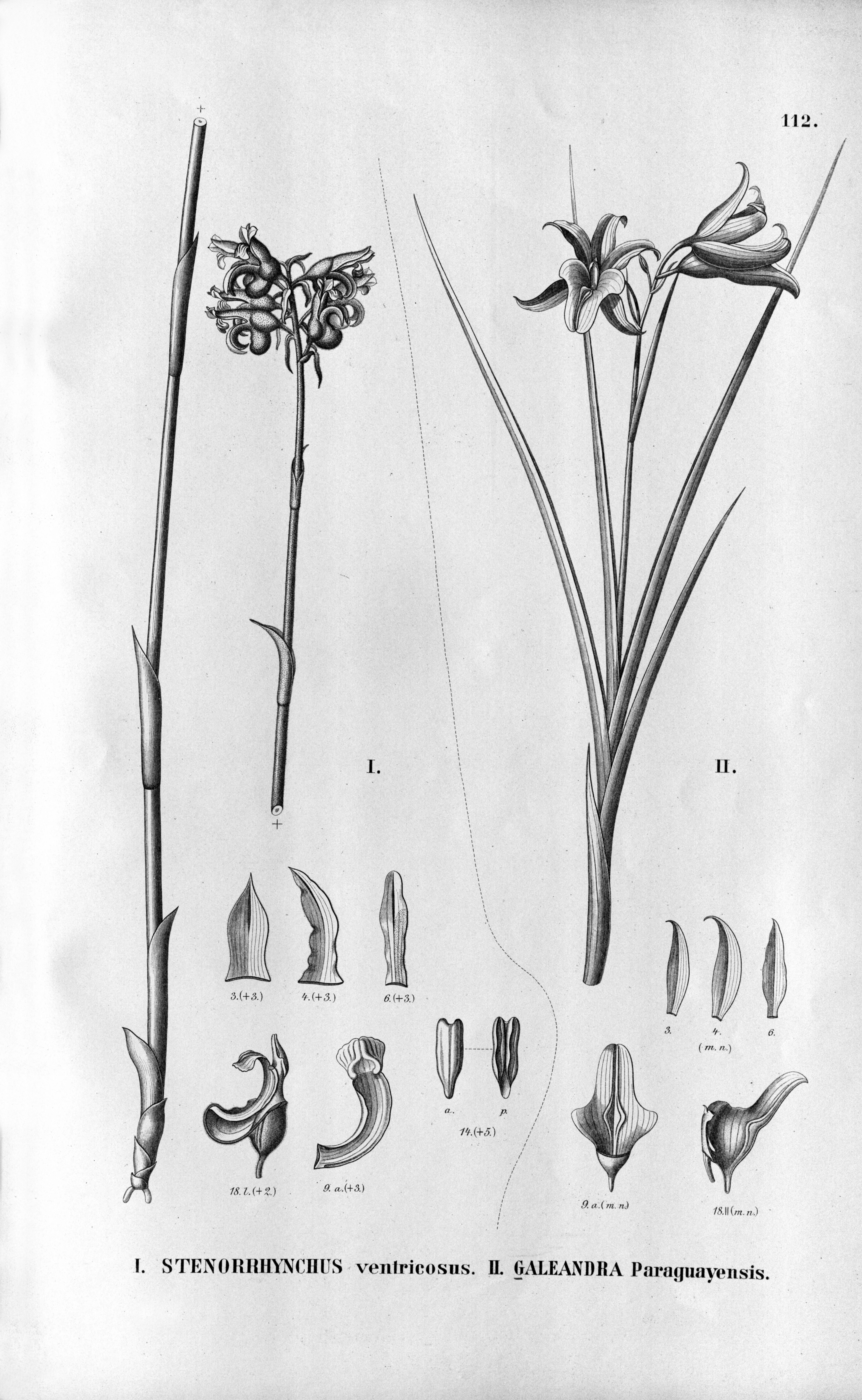
Illustration von Pelexia ventricosa (Fig. I, links)

Folgende Arten sind in der Gattung Pelexia enthalten:
- Pelexia adnata (Sw.) Poit. ex Rich.: Südliches Florida bis zu den Inseln der Karibik, Mexiko bis Venezuela.[5]
- Pelexia albicans (Cogn.) Schltr.: Östliches Paraguay.[5]
- Pelexia arechavaletae (Mytnik, Szlach. & Górniak) J.M.H.Shaw: Uruguay.[5]
- Pelexia arrabidae (Rchb.f.) Garay: Brasilien.[5]
- Pelexia asinus Szlach.: Kolumbien.[5]
- Pelexia bonariensis (Lindl.) Schltr.: Peru bis Brasilien und nördliches Argentinien.[5]
- Pelexia bradei Schltr. ex Mansf.: Brasilien.[5]
- Pelexia burgeri Schltr.: Brasilien.[5]
- Pelexia callifera (C.Schweinf.) Garay: Panama und nördliches Südamerika mit Ecuador.[5]
- Pelexia caucae Schltr.: Kolumbien.[5]
- Pelexia chironiana (Mytnik, Rutk. & Szlach.) J.M.H.Shaw: Brasilien.[5]
- Pelexia collocaliae Szlach.: Nordöstliches Paraguay.[5]
- Pelexia comosa (Cogn.) Schltr.: Zentrales Bolivien.[5]
- Pelexia congesta Ames & C.Schweinf.: Mexiko bis Costa Rica.[5]
- Pelexia cuculligera (Rchb.f. & Warm.) Schltr.: Brasilien.[5]
- Pelexia cundinamarcae Szlach.: Kolumbien.[5]
- Pelexia decora (Garay) Garay: Kolumbien.[5]
- Pelexia delicatula Szlach. & Veyret: Französisch-Guayana.[5]
- Pelexia ecuadorensis Schltr.: Ecuador.[5]
- Pelexia ekmanii (Kraenzl.) Schltr.: Brasilien bis nordöstliches Argentinien.[5]
- Pelexia fiebrigii Schltr.: Bolivien.[5]
- Pelexia flabellilabia Szlach., S.Nowak & Baranow: Guayana.[5]
- Pelexia funckiana (A.Rich. & Galeotti) Schltr.: Südliches Mexiko bis Kolumbien.[5]
- Pelexia geralia (Mytnik, Rutk. & Szlach.) J.M.H.Shaw: Brasilien.[5]
- Pelexia ghiesbreghtii Szlach.: Mexiko und Guatemala.[5]
- Pelexia goninensis (Pulle) Schltr.: Nördliches Südamerika bis Brasilien.[5]
- Pelexia goyazensis (Cogn.) Garay: Brasilien.[5]
- Pelexia gracilis Schltr.: Brasilien.[5]
- Pelexia gutturosa (Rchb.f.) Garay: Mexiko und Guatemala.[5]
- Pelexia hamata Schltr.: Kolumbien.[5]
- Pelexia haughtii Szlach. & Kolan.: Die 2019 erstbeschriebene Art kommt in Kolumbien vor.[5]
- Pelexia hirta (Lindl.) Schltr.: Westliches Südamerika.[5]
- Pelexia huntii Christenson: Peru.[5]
- Pelexia hysterantha (Barb.Rodr.) Schltr.: Südöstliches Brasilien bis nordöstliches Paraguay.[5]
- Pelexia incurvidens Schltr.: Brasilien.[5]
- Pelexia itatiayae >Schltr.: Südöstliches Brasilien.[5]
- Pelexia joannae Archila & Szlach.: Guatemala.[5]
- Pelexia konsikiana (Mytnik, Rutk. & Szlach.) J.M.H.Shaw: Brasilien.[5]
- Pelexia laminata Schltr.: Brasilien.[5]
- Pelexia laxa (Poepp. & Endl.) Lindl.: Südliches Mexiko bis tropisches Südamerika.[5]
- Pelexia lindmanii Kraenzl.: Südliches Brasilien bis nordöstliches Argentinien.[5]
- Pelexia loefgrenii (Porsch) Schltr.: Brasilien.[5]
- Pelexia longibracteata Pabst: Brasilien.[5]
- Pelexia longifolia (Cogn.) Hoehne: Sie wird auch als Sacoila hassleri (Cogn.) Garay in die Gattung Sacoila gestellt.[5]
- Pelexia luetzelburgii Schltr.: Brasilien.[5]
- Pelexia macropoda (Barb.Rodr.) Schltr.: Südöstliches und südliches Brasilien.[5]
- Pelexia mandonii (Rchb.f.) Schltr.: Bolivien.[5]
- Pelexia mattogrossensis (Hoehne) Hoehne: Westliches Brasilien.[5]
- Pelexia matucanensis (Kraenzl.) Schltr.: Ecuador bis Peru.[5]
- Pelexia maxonii Ames: Östliches Kuba.[5]
- Pelexia minarum (Kraenzl.) Schltr.: Östliches Brasilien.[5]
- Pelexia mourae Schltr.: Brasilien.[5]
- Pelexia neottiorhiza (Kraenzl.) Pabst: Brasilien.[5]
- Pelexia novofriburgensis (Rchb.f.) Garay: Bolivien bis Brasilien und Argentinien.[5]
- Pelexia obliqua (J.J.Sm.) Garay: El Salvador, Nicaragua, Costa Rica, Kuba, Guadeloupe.[5]
- Pelexia ochyrae Szlach.: Panama.[5]
- Pelexia oestrifera (Rchb.f. & Warm.) Schltr.: Brasilien.[5]
- Pelexia olivacea Rolfe: Mexiko bis Ecuador.[5]
- Pelexia orobanchoides (Kraenzl.) Schltr.: Kolumbien und südliches Brasilien.[5]
- Pelexia orthosepala (Rchb.f. & Warm.) Schltr.: Brasilien.[5]
- Pelexia ovatifolia M.N.Correa: Argentinien.[5]
- Pelexia palmorchidis Szlach.: Kolumbien.[5]
- Pelexia paludosa M.N.Correa: Argentinien.[5]
- Pelexia parva (Cogn.) Schltr.: Brasilien.[5]
- Pelexia pavonii (Rchb.f.) Garay: Peru.[5]
- Pelexia phallocallosa R.J.V.Alves: Brasilien.[5]
- Pelexia polyantha Schltr. ex Mansf.: Brasilien.[5]
- Pelexia popowiana (Mytnik, Rutk. & Szlach.) J.M.H.Shaw: Brasilien.[5]
- Pelexia pterygantha (Rchb.f. & Warm.) Schltr.: Östliches Bolivien bis Brasilien.[5]
- Pelexia quisqueyana Dod: Hispaniola.[5]
- Pelexia robusta (Kraenzl.) Schltr.: Südliches Brasilien.[5]
- Pelexia sagittata (Mytnik, Rutk. & Szlach.) J.M.H.Shaw: Brasilien.[5]
- Pelexia sancta (Rchb.f. & Warm.) Garay: Brasilien.[5]
- Pelexia sceptrum Schltr.: Brasilien.[5]
- Pelexia schmidtiana (Mytnik, Szlach. & Górniak) J.M.H.Shaw: Paraguay.[5]
- Pelexia sheviakii Szlach.: Ecuador.[5]
- Pelexia sinuosa Szlach.: Kolumbien.[5]
- Pelexia stenantha (Cogn.) Schltr.: Brasilien.[5]
- Pelexia tamanduensis (Kraenzl.) Schltr.: Südöstliches und südliches Brasilien.[5]
- Pelexia tenuior Schltr.: Brasilien.[5]
- Pelexia tovarensis (Garay & Dunst.) Garay & Dunst.: Venezuela und Ecuador.[5]
- Pelexia trachyglossa (Kraenzl.) Pabst: Brasilien.[5]
- Pelexia triangularis (Mytnik, Szlach. & Górniak) J.M.H.Shaw: Ecuador.[5]
- Pelexia vaginata Schltr.: Östliches Paraguay.[5]
- Pelexia ventricosa (Cogn.) Schltr.: Östliches Paraguay.[5]
- Pelexia vinosa A.W.C.Ferreira, M.I.S.Lima & Pansarin: Brasilien.[5]
- Pelexia viridis (Cogn.) Schltr.: Brasilien.[5]
- Pelexia weberbaueri (Kraenzl.) Schltr.: Nordwestliches Venezuela bis westliches Südamerika.[5]
- Pelexia yungasensis (Rolfe) Schltr.: Bolivien.[5]